# 2027 în artă
← 2024 în artă — 2025 în artă — 2026 în artă ——  2027 în artă  —— 2028 în artă — 2029 în artă — 2030 în artă →
2027 în artă implică o serie de evenimente:

## Evenimente

### Evenimente artistice oriunde
- În 2027 este anunțată a avea loc Trienala Further Triennial, ce este o expoziție trienală de artă contemporană, accordând atenție mai ales artiștilor vizuali din nordul statului  California, din  Statele Unite ale Americii.[1] Expoziția Further Triennial este programată pentru primăvara anului 2027.[2][3]

## Galerie (lucrări din 2027)
- Lucrări reprezentative